# Abronia moreletii
Abronia moreletii (абронія Мореле) — вид веретільницеподібних ящірок родини веретільницевих (Anguidae). Мешкає в Мексиці і Центральній Америці. Вид названий на честь французького натураліста П'єр Марі Артура Мореле.

## Підвиди
Виділяють чотири підвиди:
- Abronia moreletii moreletii (Bocourt, 1872);
- Abronia moreletii rafaeli (Hartweg & Tihen, 1946);
- Abronia moreletii salvadorensis (Schmidt, 1928);
- Abronia moreletii temporalis (Hartweg & Tihen, 1946).

## Поширення і екологія
Абронії Мореле мешкають в горах Мексики, Гватемали, Сальвадору, Гондурасу та Нікарагуа. Вони живуть в гірських сосново-дубових лісах і хмарних лісах, трапляються на галявинах. Зустрічаються на висоті від 1305 до 3060 м над рівнем моря. Ведуть деревний спосіб життя.